# Rosina Mantovani Gutti
Pour les articles homonymes, voir Mantovani (homonymie).
Rosina Mantovani Gutti, née à Rome en janvier 1851 et morte dans la même ville en février 1943, est une peintre italienne.

## Biographie
Elle se forme sous la direction de son père Alessandro Mantovani, un peintre ferrarais qui s'installe à Rome en 1835. Celui-ci participe à la décoration du Palazzo Bolognetti-Torlonia, sur la Piazza Venezia ; bâtiment qui a été détruit en 1903. Rosina Mantovani Gutti gravite autour du peintre Ludovico Seitz qui fut directeur de la Pinacothèque du Vatican. Elle acquit au fil du temps sa maîtrise dans l'expression artistique, notamment dans le domaine du dessin, du pastel et de l'aquarelle. Elle choisit de se consacrer au portrait, en particulier ceux des femmes et des enfants.
En 1899, à Turin, elle expose une série de pastels. À Paris, à la galerie Henri Graves au 18 rue Caumartin, du 2 au 20 mai 1905, elle présente des peintures et des pastels. Son romantique et délicat Making Peace (The Peacemaker), réalisé au dessin et à l'aquarelle, a été ajouté en 1905 à une publication londonienne sur les femmes peintres du monde entier. Aujourd'hui Making Peace est conservé au musée Kingston Lacy, dans le Dorset et est probablement son dessin le plus connu - il a été gravé par Albert J. Mullett de Melbourne.
Elle s'installe à Paris au début du XXe siècle, après un séjour à Londres et une longue période à Francfort-sur-le-Main. Ses œuvres se retrouvent dans les collections Spencer, Schneider de Firest, Murat, D'Araconcurt, Castellane et Wanderbildt. Elle obtient des commandes de particuliers - italiens, anglais, français - notamment de familles bourgeoises et nobles romaines. Elle peint un portrait d'Eleonora Duse et a également réalisé le Portrait de la reine Margherita, le Portrait de la princesse Pallavicino, le Portrait de la duchesse Grazioli et de ses enfants et le Portrait de Franca Spalletti Florio. En mai 1932, ses œuvres sont exposées à Paris, ainsi que celles de sa fille Emanuela Fabbricotti,.
Un événement important pour l'époque fut l'exposition d'art italien de 1800 à nos jours qui eut lieu à Berlin en 1937. À l'Académie des Arts de Prusse, dans la cinquième salle, en plus de celles de Rosina Mantovani Gutti, des œuvres graphiques d'autres artistes italiens ont été exposées, dont Leonetta Cecchi Pieraccini, Luigi Servolini, Diego Pettinelli et Bruno da Osimo.
Elle meurt à Rome en 1943.

### Autres événements
Un an après la mort de son père, une monographie est publiée, avec une dédicace à sa fille. Celle-ci contient des notes d'Alessandro Mantovani sur les écoles de peinture, du début de l'ère chrétienne au XVIIIe siècle. Rosina Mantovani Gutti a fait don d'une de ses œuvres au pastel à l'Académie de San Luca Luca : le portrait de son père Alessandro.

## Œuvres
- Autoportrait, 1888, huile sur toile, 63,5 x 48,0 cm, signé en bas à gauche : "Rosina Mantovani Gutti dipinse se stessa (Rosina Mantovani Gutti s'est peinte)", Galerie d'art moderne de Florence, don d'Emanuela Gutti Fabbricotti en 1952.
- Portrait de la fille, 1924, fusain et pastel, 41 x 30,5 cm.

Galerie
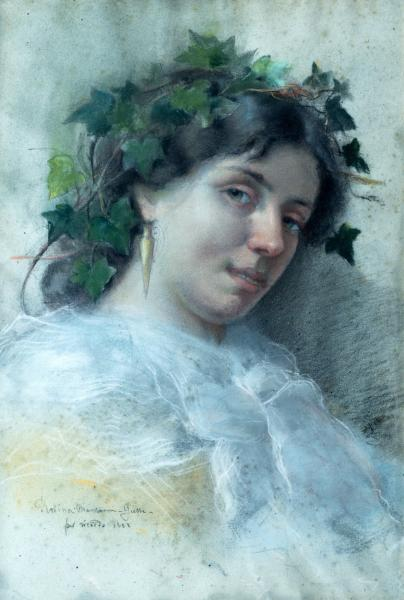
Portrait de jeune femme, pastel de 1888 (lieu inconnu).
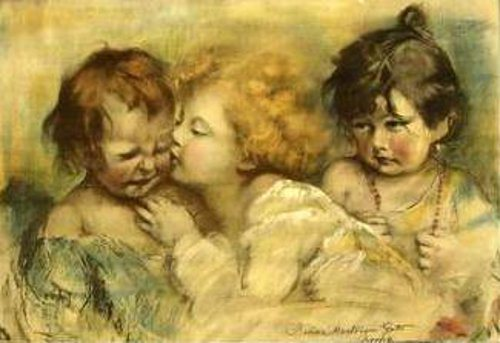
The Peacemaker, vers 1905 (Kingston Lacy).
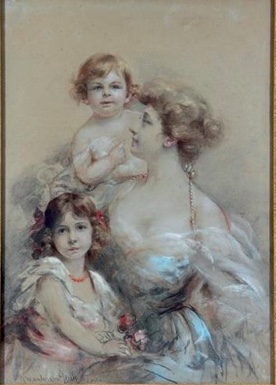
Portrait de la marquise de Chasseloup-Laubat et de ses deux enfants, vers 1910.